# فيديريكو ماسي
فيديريكو ماسي (بالإيطالية: Federico Masi)‏ (10 أكتوبر 1990 بفراسكاتي في إيطاليا - ) هو لاعب كرة قدم إيطالي في مركز الدفاع. شارك مع منتخب إيطاليا تحت 17 سنة لكرة القدم ومنتخب إيطاليا تحت 20 سنة لكرة القدم ومنتخب إيطاليا لكرة القدم للدرجة الثانية ‏. أما مع النوادي، فقد لعب مع فيورنتينا ونادي باري ونادي فينيزيا وLupa Roma FC ‏ وPaganese Calcio 1926 ‏.

## روابط خارجية
- فيديريكو ماسي على موقع قاعدة بيانات كرة القدم.إي يو (الإنجليزية)
- فيديريكو ماسي على موقع Soccerway.com (الإنجليزية)